# Филмски жанр
Теорија филма познаје разврставање или категоризацију филмова према неким особинама на врсте, филмске жанрове. Категоризација није јединствена већ се према неким елементима може вршити у односу на: 
- место филмске радње
- врсте филмске атмосфере и емоција
- формат или техника филма

## Списак филмских жанрова
| филмски жанр      | ИМДБ назив |
| ----------------- | ---------- |
| авантура          |            |
| анимација         |            |
| акција            |            |
| биографски        |            |
| вестерн           |            |
| дечји             |            |
| документарни      |            |
| драма             |            |
| друмски           |            |
| историјски        |            |
| комедија          |            |
| кратки            |            |
| криминалистички   |            |
| љубавни           |            |
| мистерија         |            |
| мјузикл           |            |
| музички           |            |
| научнофантастични |            |
| ноар              |            |
| нео-ноар          |            |
| порно             |            |
| породични         |            |
| ратни             |            |
| спортски          |            |
| трилер            |            |
| фантастика        |            |
| хорор             |            |